# Torbeo
 (octobre 2017).
Si vous disposez d'ouvrages ou d'articles de référence ou si vous connaissez des sites web de qualité traitant du thème abordé ici, merci de compléter l'article en donnant les références utiles à sa vérifiabilité et en les liant à la section « Notes et références ».

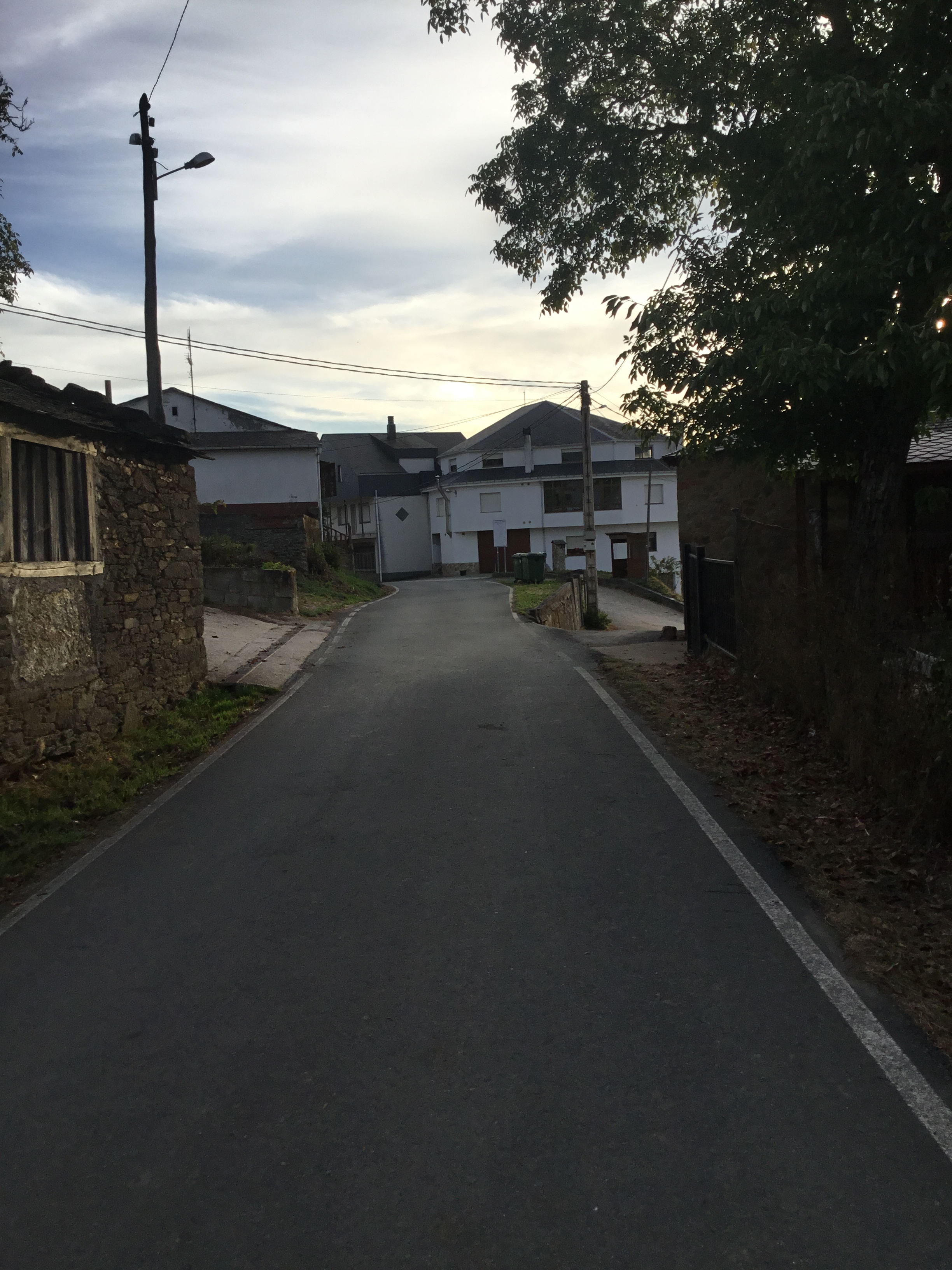
Centre de la ville

Torbeo est une paroisse de la commune de Ribas de Sil, en Galice (Espagne). La paroisse a une population de 82 habitants selon les données de l'INE pour l'année 2021. Elle est située sur un versant au sud de la rivière Sil, dans la Ribeira Sacra.

## Géographie

### Situation
| Monforte de Lemos | Puebla del Brollón | Quiroga                   |
| Monforte de Lemos | Torbeo             | Ribas de Sil              |
| Castro Caldelas   | Castro Caldelas    | San Juan del Río (Orense) |

### Villages et quartiers
La paroisse compte douze agglomérations, qui sont :
- Barrio (O Barrio)
- Campos
- O Carballiño (O Carballiño)
- Cortes (As Cortes)
- Cubela (A Covela)
- Filgueiro (Figueiro)
- As Fontes
- Lama de Paio
- Moreiras de Baixo (Moreiras de Abaixo)
- Moreiras do Meio (Moreiras do Medio)
- Moreiras de Riba (Moreiras de Arriba)
- Outeiro (O Outeiro)
- Pacios
- Paredes
- Pozas (As Pozas)
- San Lourenzo
- San Martiño
- Torbeo
- Ventosa (A Ventosa)
- Vilares (Os Vilares)

### Géographie physique
Toutes les localités de la paroisse sont entourées de splendides forêts de châtaigniers centenaires. La paroisse a une superficie totale de 16,2 km2, dont 4,81 km2 appartiennent à des collines voisines.
Dans A Covela, la Sil forme un méandre spectaculaire appelé méandre de A Cubela.

## Histoire
Sebastián de Miñano, membre de l'Académie royale d'histoire et de la Société de géographie de Paris, a publié en 1828 un Dictionnaire de géographie et de statistique de l'Espagne, dans lequel il dit de Torbeo « De l'autre côté de cette rivière (Sil) se trouve l'abbaye et le monastère vaste et riche de Santa María de Torveo, sur une côte très élevée et avec plusieurs gorges peuplées de châtaigniers ».
Torbeo était une mairie, elle comptait 1030 habitants en 1827, et Floridablanca en 1785 définit Torbeo comme « Ensemble de propriétés rurales, de seigneurie ecclésiastique et laïque, avec juridiction ordinaire du curé et du comte de Lemos ». Il existe des preuves de l'existence d'un important monastère du XIIe au XVIe siècle. Il existe de nombreux textes faisant référence à Vasco Pérez de Quiroga (né en 1135), enterré dans l'abbaye de Torbeo, et dont la pierre tombale indiquait : « Ici repose Bon Quiroga, homme riche de Castille. Il était très humble et charitable et ne laissait personne mourir de faim. Repose en paix ».
En 1555, Hernán Núñez écrit dans ses Dictons ou proverbes romantiques : « Quand tu vas à Torbeo, prends le pain dans ta poitrine ».
L'abbaye de Torbeo comptait 100 vassaux à l'époque de Philippe II.
Vers la fin de l'Ancien Régime, Torbeo constitua sa propre juridiction et, au début du XIXe siècle, elle fut transformée en commune.
Filomena Arias Armesto (1865-1938), connue sous le nom de "La sorcière" ou "La Sage de Torbeo", était une guérisseuse qui acquit une telle renommée qu'affluaient à la paroisse des gens de toute la Galice, Lleó, Ponferrada et Les Asturies, pour bénéficier de ses remèdes miraculeux et de ses visions. Elle est citée dans de nombreux textes que : l'étude ethnographique de Vicente Risco dans l'Histoire de la Galice de Ramón Otero Pedrayo, Madera de Boj de Camilo José Cela, les légendes galiciennes transmises par la tradition orale, le Guide Magique de Galice, etc.